# Грачаница (город, Босния и Герцеговина)
Грачаница (босн. , серб. и хорв. Gračanica / Грачаница) — город, центр одноимённой общины на северо-востоке Боснии и Герцеговины. Административно является частью Тузланского кантона Федерации Боснии и Герцеговины. Расположен на реке Спреча, вдоль дороги Тузла-Добой.

## Климат
Средняя температура в январе составляет 1,8 °C, а в июле 23,3 °C.
В районе общины Грачаница выпадает небольшое количество среднегодовых осадков — 830 мм. Максимальное количество осадков в мае — 121 мм, и июне — 101 мм, а минимальное в марте — 41 мм. В среднем снег выпадает 50 дней в году. По своему географическому положение община Грачаница попадает в зону континентального климата.

## Население

### 1971 год
- Всего — 46,950 чел.
- Боснийцы — 33,135 (70,57 %)
- Сербы — 13,135 (27,97 %)
- Хорваты — 199 (0,42 %)
- Югославы — 184 (0,39 %)
- Другие — 297 (0,65 %)

### 1991 год

#### Община
- Всего — 59,134 чел.
- Боснийцы — 42,599 (72,03 %)
- Сербы — 13,558 (22,92 %)
- Югославы — 1,530 (2,58 %)
- Хорваты — 132 (0,22 %)
- Другие — 1,315 (2,25 %)

#### Город
- Всего — 12,712 чел.
- Боснийцы — 10,282 (80,88 %)
- Сербы — 1,169 (9,19 %)
- Югославы — 900 (7,07 %)
- Хорваты — 47 (0,36 %)
- Другие — 314 (2,47 %)